# فرانك روسو
فرانك روسو (بالإنجليزية: Frank Rosso)‏ هو لاعب كرة قاعدة أمريكي، ولد في 1 مارس 1921 في أغاوام في الولايات المتحدة، وتوفي في 26 يناير 1980 في سبرينغفيلد في الولايات المتحدة.

## وصلات خارجية
- فرانك روسو على موقع دوري كرة القاعدة الرئيسي (الإنجليزية)
- فرانك روسو على موقعبيزبول رفرنس.كوم (الدوري الرئيسي) (الإنجليزية)
- فرانك روسو على موقعبيزبول رفرنس.كوم (الدوري الثانوي) (الإنجليزية)